# Endeis charybdaea
Endeis charybdaea är en havsspindelart som först beskrevs av Carl August Dohrn 1881.  Endeis charybdaea ingår i släktet Endeis, och familjen Endeidae. Arten har ej påträffats i Sverige.